# 約斯特·范代克島
約斯特·范代克島（英語：Jost Van Dyke）是英屬維爾京群島的島嶼，位於托爾托拉島西北5公里的加勒比海，長6.5公里、寬2.4公里，面積8平方公里，最高點海拔高度321米，人口約260。

## 外部連結

約斯特范代克島的位置

- Jost Van Dyke Preservation Society （页面存档备份，存于）
- Dolphin Water Taxi （页面存档备份，存于）
- mySunFUN island water activities
- Island Wares

18°27′N 64°44′W / 18.450°N 64.733°W